# Frédérique Löwen
Pour les articles homonymes, voir Löwen.
Jeanette Frédérique Löwen est une comédienne suédoise, née Johanna Fredrika Löf en octobre 1760 et morte en 1813.
Elle est élève dans la troupe française de Monvel au Théâtre Français de Stockholm, et débute au Théâtre dramatique royal de Stockholm en 1788.
Elle quitte la scène en 1808.